# Кубок України з футболу 2012—2013
Ку́бок Украї́ни з футбо́лу 2012–2013 — 22-й розіграш Кубка України.
На всіх етапах турніру зустрічі команд складаються з одного матчу. Господарем поля на всіх етапах змагання (крім фіналу) є клуб, який виступає в лізі нижчого рангу. Якщо зустрічаються команди однієї ліги, то господарем поля є команда, якій дістався непарний номер на жеребкуванні.

## Учасники
У цьому розіграші Кубка взяли участь 55 команд чемпіонату, а також фіналісти Кубка України серед аматорів 2011 року:
| Клуби Прем'єр-ліги: - «Арсенал» (Київ) - «Волинь» (Луцьк) - «Ворскла» (Полтава) - «Говерла» (Ужгород) - «Динамо» (Київ) - «Дніпро» (Дніпропетровськ) - «Зоря» (Луганськ) - «Іллічівець» (Маріуполь) - «Карпати» (Львів) - «Кривбас» (Кривий Ріг) - «Металіст» (Харків) - «Металург» (Донецьк) - «Металург» (Запоріжжя) - «Таврія» (Сімферополь) - «Чорноморець» (Одеса) - «Шахтар» (Донецьк) | Клуби першої ліги: - «Авангард» (Краматорськ) - «Арсенал» (Біла Церква) - «Буковина» (Чернівці) - «Геліос» (Харків) - «Зірка» (Кіровоград) - «Кримтеплиця» (Молодіжне) - МФК «Миколаїв» (Миколаїв) - «Нафтовик-Укрнафта» (Охтирка) - «Оболонь» (Київ) - ФК «Одеса» (Одеса) - ПФК «Олександрія» (Олександрія) - «Олімпік» (Донецьк) - ФК «Полтава» (Полтава) - ФК «Севастополь» (Севастополь) - «Сталь» (Алчевськ) - ПФК «Суми» (Суми) - «Титан» (Армянськ) | Клуби другої ліги: - «Бастіон» (Іллічівськ) - «Гірник» (Кривий Ріг) - «Гірник-спорт» (Комсомольськ) - «Десна» (Чернігів) - «Динамо» (Хмельницький) - «Енергія» (Нова Каховка) - «Єдність» (Плиски) - «Жемчужина» (Ялта) - «Кремінь» (Кременчук) - «Кристал» (Херсон) - ФК «Львів» (Львів) - «Макіїввугілля» (Макіївка) - «Мир» (Горностаївка) - «Нива» (Тернопіль) - «Реал Фарм» (Южне) - СКА (Одеса) - «Скала» (Стрий) - «Славутич» (Черкаси) - «Сталь» (Дніпродзержинськ) - ФК «Тернопіль» (Тернопіль) - «Украгроком» (Приютівка) - «Шахтар» (Свердловськ) Фіналісти Кубка серед аматорських команд: - ФК «Буча» (Буча) - «Гвардієць» (Гвардійське) |

## Перший попередній етап
Матчі першого попереднього етапу відбулися 25 липня.
| № | Команда 1       | Команда 2      | Рахунок       |
| - | --------------- | -------------- | ------------- |
| 2 | «Скала»         | «Динамо» Х     | 0:1           |
| 3 | ФК «Буча»       | «Украгроком»   | 1:2           |
| 4 | «Макіїввугілля» | «Гірник-спорт» | 1:1, пен. 3:5 |
| 5 | «Кремінь»       | «Єдність»      | 4:0           |
| 6 | «Реал Фарм»     | «Нива»         | 0:1           |
| 7 | «Сталь» Д       | «Мир»          | 3:0           |
| 8 | СКА             | «Жемчужина»    | 0:2           |
| 9 | «Кристал»       | ФК «Тернопіль» | 3:1           |

«Гвардієць» автоматично пройшов до другого етапу, оскільки його суперник, «Бастіон», знявся зі змагань до їх початку.

## Другий попередній етап
Матчі другого попереднього етапу відбулися 22 серпня.
| Команда 1        | Команда 2           | Рахунок       |
| ---------------- | ------------------- | ------------- |
| «Гірник»         | «Сталь» А           | 1:3           |
| «Нива»           | «Зірка»             | 1:1, пен. 4:2 |
| ФК «Одеса»       | ФК «Полтава»        | 3:2 дч        |
| «Геліос»         | «Олімпік»           | 3:0           |
| «Кристал»        | «Кримтеплиця»       | 0:1           |
| ФК «Севастополь» | «Буковина»          | 1:0           |
| «Оболонь»        | «Арсенал» БЦ        | 2:0           |
| «Жемчужина»      | «Титан»             | 2:2, пен. 4:2 |
| «Шахтар» С       | ПФК «Олександрія»   | 2:1 дч        |
| «Гвардієць»      | «Украгроком»        | 1:3           |
| «Гірник-спорт»   | «Нафтовик-Укрнафта» | 2:0           |
| «Динамо» Х       | «Десна»             | 0:2           |
| «Енергія»        | «Славутич»          | 0:1 дч        |
| «Авангард»       | ПФК «Суми»          | 1:0           |
| «Кремінь»        | МФК «Миколаїв»      | 2:1           |

«Сталь» Д автоматично проходить до 1/16 фіналу, оскільки її суперник, ФК «Львів», знявся зі змагань до їх початку.

## 1/16 фіналу
Матчі цього етапу відбулися 22 і 23 вересня.
| Команда 1        | Команда 2    | Рахунок       |
| ---------------- | ------------ | ------------- |
| 22 вересня       |              |               |
| «Сталь» А        | «Арсенал» К  | 2:3 дч        |
| «Чорноморець»    | «Металург» Д | 2:0           |
| 23 вересня       |              |               |
| «Сталь» Д        | «Іллічівець» | 0:6           |
| «Шахтар» С       | ФК «Одеса»   | 2:1           |
| «Жемчужина»      | «Дніпро»     | 0:1           |
| «Шахтар» Д       | «Динамо» К   | 4:1           |
| ФК «Севастополь» | «Кривбас»    | 2:1           |
| «Геліос»         | «Говерла»    | 0:1           |
| «Авангард»       | «Зоря»       | 1:1, пен. 4:3 |
| «Оболонь»        | «Металіст»   | 1:4           |
| «Кримтеплиця»    | «Карпати»    | 0:2           |
| «Десна»          | «Ворскла»    | 1:2           |
| «Славутич»       | «Волинь»     | 1:3 дч        |
| «Украгроком»     | «Металург» З | 1:1, пен. 5:4 |
| «Гірник-спорт»   | «Таврія»     | 0:2           |
| «Кремінь»        | «Нива»       | 0:2           |

## 1/8 фіналу
Матчі цього етапу відбулися 31 жовтня 2012 року.
| Команда 1    | Команда 2        | Рахунок |
| ------------ | ---------------- | ------- |
| «Карпати»    | «Металіст»       | 2:1 дч  |
| «Украгроком» | «Чорноморець»    | 1:2     |
| «Дніпро»     | «Іллічівець»     | 2:0     |
| «Ворскла»    | «Таврія»         | 2:3     |
| «Говерла»    | «Шахтар» Д       | 1:4     |
| «Нива»       | ФК «Севастополь» | 0:2     |
| «Авангард»   | «Арсенал» К      | 0:1     |
| «Шахтар» С   | «Волинь»         | 0:2     |

## 1/4 фіналу
Матчі цього етапу відбулися 17 квітня 2013 року.
| Команда 1        | Команда 2     | Рахунок       |
| ---------------- | ------------- | ------------- |
| ФК «Севастополь» | «Таврія»      | 1:1, пен. 4:1 |
| «Волинь»         | «Дніпро»      | 0:2           |
| «Шахтар» Д       | «Карпати»     | 2:1           |
| «Арсенал» К      | «Чорноморець» | 1:2           |

## Півфінали
Матчі цього етапу відбулися 8 травня 2013 року.
| Команда 1        | Команда 2  | Рахунок |
| ---------------- | ---------- | ------- |
| ФК «Севастополь» | «Шахтар» Д | 2:4     |
| «Чорноморець»    | «Дніпро»   | 2:1     |

## Фінал
| Команда 1  | Команда 2     | Рахунок |
| ---------- | ------------- | ------- |
| «Шахтар» Д | «Чорноморець» | 3:0     |

## Найкращі бомбардири
| № | Футболіст              | Команда      | Голи (пен.) |
| - | ---------------------- | ------------ | ----------- |
| 1 | Луїс Адріану           | «Шахтар» Д   | 4           |
| 1 | Алекс Тейшейра         | «Шахтар» Д   | 4           |
| 3 | Євген Волга            | «Кремінь»    | 3           |
| 3 | Матеус Лейті Насіменту | «Дніпро»     | 3           |
| 3 | Руслан Фомін           | «Іллічівець» | 3           |